# Дей (округ, Південна Дакота)
Шаблон:StateAbbr_ 45°22′ пн. ш. 97°37′ зх. д. / 45.37° пн. ш. 97.61° зх. д.
Округ  Дей (англ. Day County) — округ (графство) у штаті  Південна Дакота, США. Ідентифікатор округу 46037.

## Історія
Округ утворений 1880 року.

## Демографія
За даними перепису 
2000 року 
загальне населення округу становило 6267 осіб, усе сільське.
Серед мешканців округу чоловіків було 3078, а жінок — 3189. В окрузі було 2586 домогосподарств, 1688 родин, які мешкали в 3618 будинках.
Середній розмір родини становив 2,98.
Віковий розподіл населення поданий у таблиці:
| Стать    | До 15 років | 15-21 | 22-29 | 30-39 | 40-49 | 50-65 | 65-85 | Понад 85 |
| -------- | ----------- | ----- | ----- | ----- | ----- | ----- | ----- | -------- |
| Чоловіки | 628         | 296   | 184   | 353   | 507   | 496   | 542   | 72       |
| Жінки    | 637         | 243   | 165   | 354   | 426   | 506   | 700   | 158      |

## Суміжні округи
- Маршалл — північ
- Робертс — схід
- Ґрант — південний схід
- Кодінґтон — південний схід
- Кларк — південь
- Спінк — південний захід
- Браун — захід

## Виноски
1. ↑  US Decennial Census. US Census Bureau. Архів оригіналу за 26 квітня 2015. Процитовано 24 березня 2015.
2. ↑  Historical Census Browser. University of Virginia Library. Архів оригіналу за 16 серпня 2012. Процитовано 24 березня 2015.
3. ↑  Forstall, Richard L., ред. (27 березня 1995). Population of Counties by Decennial Census: 1900 to 1990. US Census Bureau. Архів оригіналу за 28 грудня 2008. Процитовано 24 березня 2015.
4. ↑  Census 2000 PHC-T-4. Ranking Tables for Counties: 1990 and 2000 (PDF). US Census Bureau. 2 квітня 2001. Архів оригіналу (PDF) за 18 грудня 2014. Процитовано 24 березня 2015.
5. ↑  State & County QuickFacts. Бюро перепису населення США. Архів оригіналу за 7 червня 2011. Процитовано 25 листопада 2013.(англ.) Наведено за англійською вікіпедією.
6. ↑  American FactFinder. Бюро перепису населення США. Архів оригіналу за 21 травня 2008. Процитовано 31 січня 2008.

| США | Це незавершена стаття з географії США. Ви можете допомогти проєкту, виправивши або дописавши її. |